# 김레베카
레베카 김 (영어 Rebeka Kim, 1998년 1월 27일 ~ )은 리투아니아에서 태어난 대한민국의 여자 피겨 스케이팅 선수이다.
키릴 미노프와 조를 이뤄 한국을 대표하는 아이스댄서로 활약하고 있다. 2014 주니어 세계 선수권 대회에서 6위를 기록하며 주니어 세계 선수권에서 Top 10에 든 최초의 한국 아이스 댄스팀이 되었다. 레베카 김은 2011년까지 여자 싱글 스케이터로 활약하다, 2012년부터 아이스댄스로 전향하여 러시아 출신의 키릴 미노프와 조를 이뤄 러시아 모스크바에서 훈련하였다. 이들은 2012-2013 시즌 아이스댄스 주니어 그랑프리 한국 대표 선수로 선발되었고, 2013 주니어 세계 선수권에서 한국 아이스 댄스 사상 최초로 주니어 세계 선수권 20위권에 들었다. 2013년 11월에 열린 NRW 트로피에서는 주니어 아이스댄스 부문에서 우승을 차지하여, 국제 대회에서 우승한 최초의 한국 아이스 댄서가 되었다.

## 경력

### 어린 시절 및 가족 사항
레베카 김은 1998년 리투아니아에서 태어났다. 레베카의 아버지는 무역업에 종사하며 사업 관계로 리투아니아에 1997년부터 정착하였다. 그러나 귀화하지 않고 대한민국 국적을 유지하고 있으며 레베카도 대한민국 국적을 갖고 있다. 레베카의 오빠 김지수, 김희수는 리투아니아를 대표하는 스포츠 댄스 선수였다. 현재는 가족이 러시아의 모스크바로 이주하였다.

### 싱글 스케이터 ( ~2011)
레베카는 2009년 1월 폴란드에서 열린 2009 네슬레 네스퀵 컵, 13세 이하 노비스 부문에 출전하여 85.93점을 얻어 1위를 차지하였다. 2010년 동 경기에서 1위에 입상하였다.
2010년 2월에는 리투아니아 선수권에 참가하였다. 레베카는 한국 국적이었기 때문에 원칙적으로 참가가 불가능했으나, 리투아니아 피겨 연맹의 배려로 참가할 수 있었다. 이 대회에서 레베카는 우승을 차지했으나 국적 때문에 공식적인 우승 기록을 남길 수 없었다. 2월 12일에는 KBS 2TV "지구촌 네트워크 한국인"에 레베카 김의 이야기가 방송되었다.

### 아이스 댄서 (2012~  )
2012년 2월 아이스댄스로 전향하여, 러시아 아이스 댄서 키릴 미노프와 조를 이뤄 모스크바에서 훈련하던 중 2012-2013 시즌 주니어 그랑프리 한국 대표 선발전에 참가 아이스댄스 한국 대표로 선발되었다. 2013 주니어 세계 선수권에서는 한국 아이스 댄스 사상 최초로 20위권에 들었다. 2013년 11월에 열린 NRW 트로피에서는 주니어 아이스댄스 부문에서 우승을 차지하여, 국제 대회에서 우승한 최초의 한국 아이스 댄서가 되었다. 2014년 3월 불가리아 소피아에서 열린 2014 주니어 세계 선수권에 출전하여 ISU 퍼스널 베스트를 11.85점 갱신하며 6위를 기록하였다. 한국 아이스댄스팀이 주니어 세계 선수권에서 Top 10 안에 든 것은 이들이 처음이다. 2014-2015 시즌부터는 파트너인 키릴 미노프의 연령이 시니어 나이가 되어 시니어로 국제 대회에 출전하게 된다.

## 프로그램
| 시즌      | 쇼트 프로그램 | 프리 프로그램                              |
| --------- | --- | ------------------------------------------ |
| 2013–2014 | - Quickstep: Show Me How You Burlesqu (from Burlesque) - Foxtrot: Speaking of Happiness by Gloria Lynne - Quickstep: Show Me How You Burlesque | - 세헤라자데 by 니콜라이 림스키-코르사코프 |
| 2012–2013 | - Blues: - Swing: | - Midnight in Moscow by Scorpions          |

## 대회 기록

### 아이스 댄싱(키릴 미노프와 동반 출전)
| 결과                            | 결과      | 결과      |
| 국제대회                        | 국제대회  | 국제대회  |
| 경기                            | 2012–2013 | 2013–2014 |
| ------------------------------- | --------- | --------- |
| 주니어 세계선수권               | 20        | 6         |
| 주니어 그랑프리 Belarus         |           | 4         |
| 주니어 그랑프리 Croatia         | 10        |           |
| 주니어 그랑프리 Slovakia        |           | 5         |
| 바바리안 오픈                   | 4 J.      | 6 J.      |
| NRW 트로피                      | 6 J.      | 1 J.      |
| 파닌 메모리얼 (Memorial Panina) | 1 J.      |           |
| 국내대회                        |           |           |
| 주니어 그랑프리 선발전          | 1 J.      | 1 J.      |
| J. = Junior level               |           |           |

### 싱글 스케이터
| 국제대회    | 국제대회  | 국제대회  |
| 경기        | 2008–2009 | 2009–2010 |
| ----------- | --------- | --------- |
| 네슬레 컵   | 1 N.      | 1 N.      |
| N. = 노비스 |           |           |